# 非洲草鸮
草鸮（学名：Tyto capensis）又名非洲草鴞，为草鸮科草鸮属的鸟类。其种加词“capensis”意为“南非开普省的/好望角的”。

## 特征
体长约35厘米，具有辉棕色心形的脸盘；眼内侧具有黑褐色斑；上体为黑褐色，具有棕色或白色细点，后颈的羽缘也为棕色；尾羽和飞羽为棕色，具有若干黑褐色狭形横斑；下体为浅棕色，尾下覆羽近白色；胸和两胁均满布小褐点。足强健有力，一般全部被有羽，第4趾可向后反转，中爪有栉缘。

## 分布
分布于越南、缅甸、印度、菲律宾、印度尼西亚、巴布亚新几内亚、澳大利亚、斐济以及中国的安徽、浙江、江西、湖南、福建、广东、广西、贵州、云南等地，常见于山坡草地或开旷草原。该物种的模式产地在非洲南部好望角。

## 亚种
草鸮包括以下亚种
- 草鴞喀麥隆亞種（学名： Serle, 1949）：僅分布於尼日與喀麥隆接壤地帶的山林。
- 草鸮指名亚种（学名： (A. Smith, 1834)）主要分布於漠南非洲的乾燥氣候區，範圍大致從剛果中北部向東南延伸至南非東部沿海地區。

## 参考文献

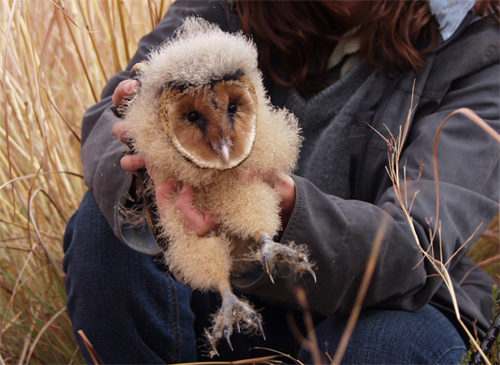
从南非草原大火幸存的草鸮，康复後被放生入豪登省自然生态保留区（Suikerbosrand Nature Reserve）